# 西蒙·海因里希 (利珀)
西蒙·海因里希（德語：Simon Heinrich，1649年3月13日—1697年5月2日），利珀伯爵，赫爾曼·阿道夫之子，1666年至1697年在位。

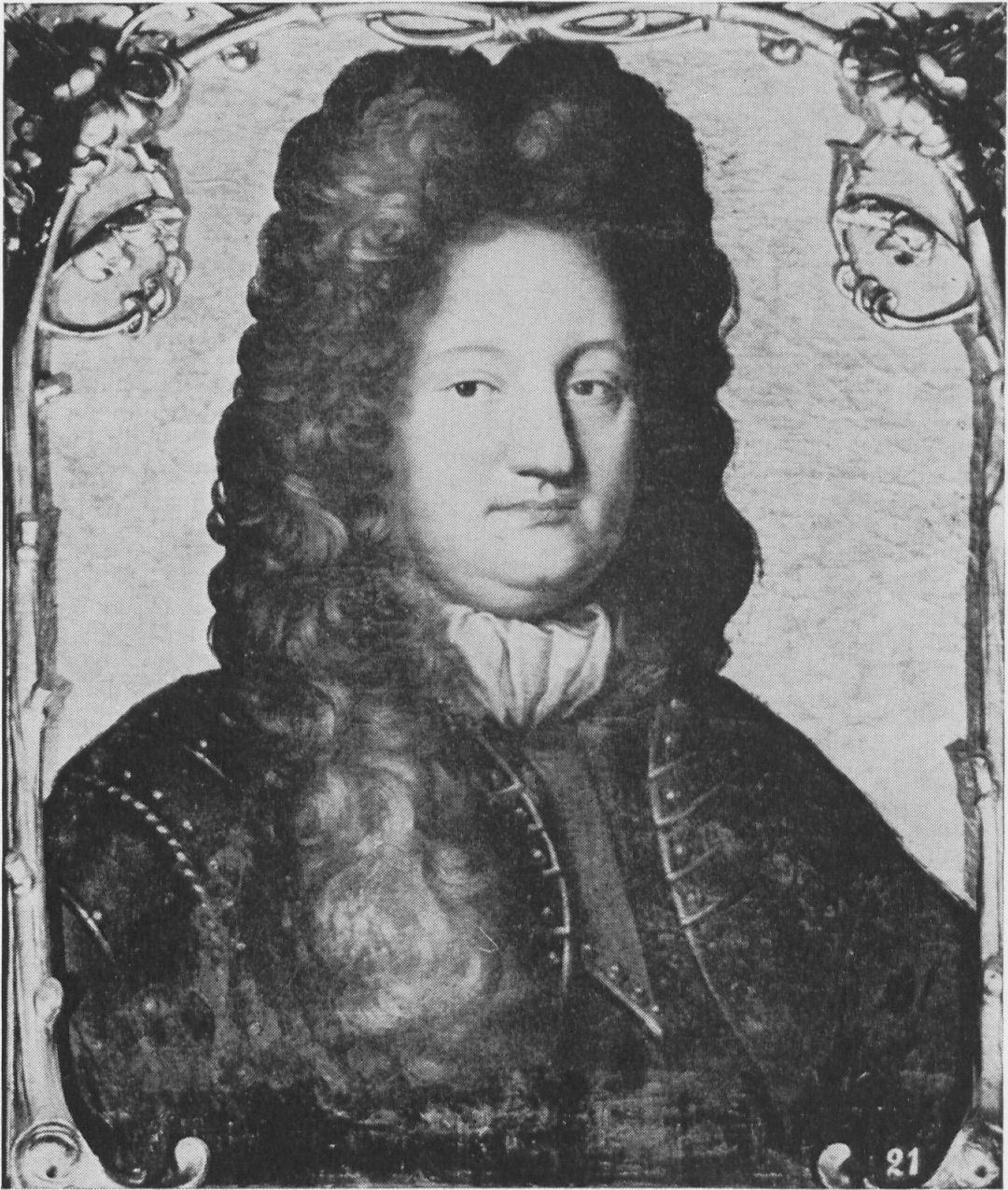

## 家庭
1666年，西蒙·海因里希與多納-菲亞嫩的艾瑪莉亞（Amalia von Dohna-Vianen）結婚，兩人共有3子2女：
1. 腓特烈·阿道夫（1667年—1718年）
2. 夏洛特·阿爾貝汀（1674年—1740年）
3. 特奧多爾·埃米爾（1680年—1709年）
4. 卡爾·西蒙（1682年—1703年）
5. 佛洛倫汀·索菲（1683年—1758年）